# Time Life

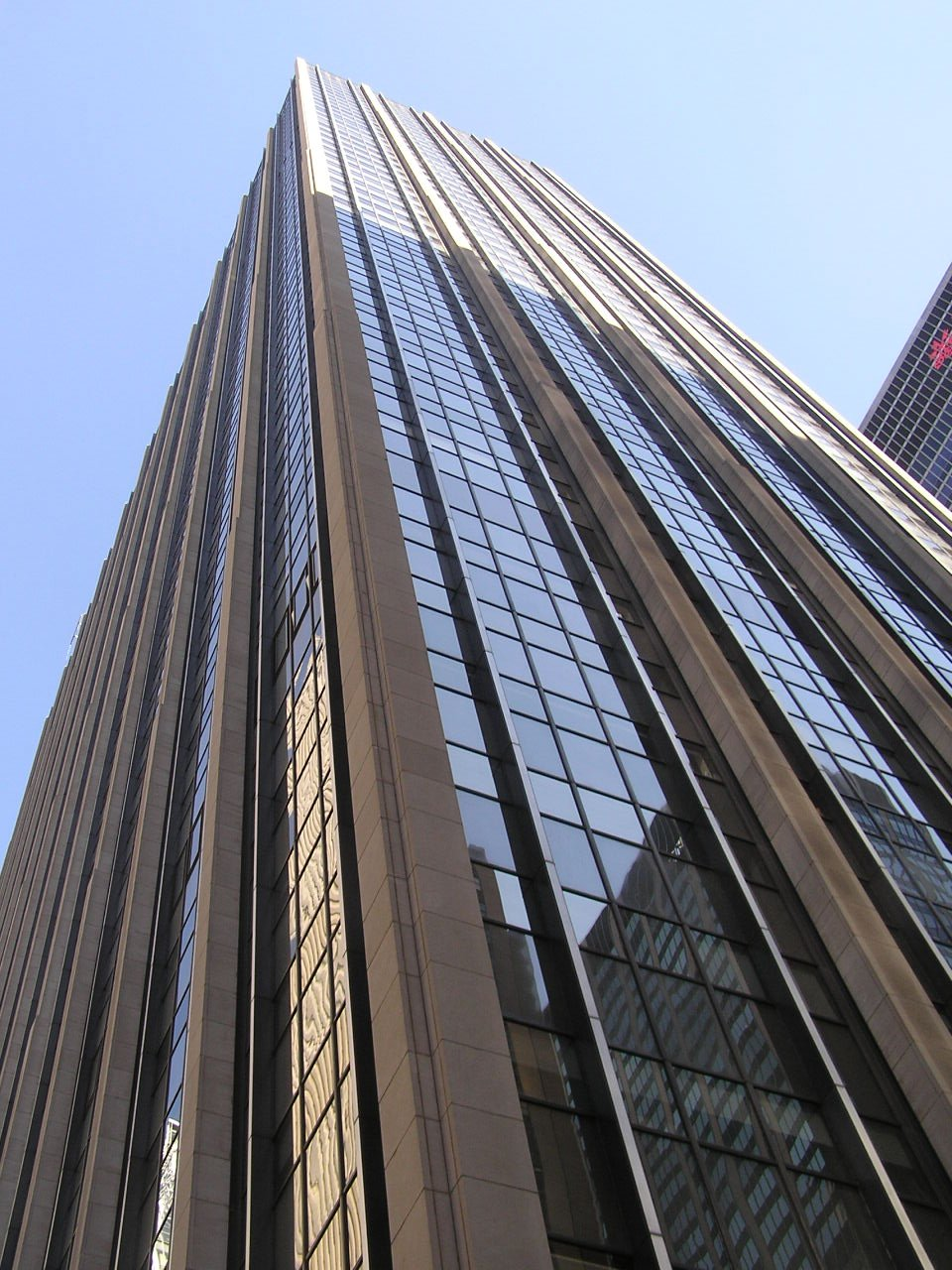
O Edifício Time-Life, em Nova Iorque

Time Life é uma empresa norte-americana, sediada em Fairfax, Virgínia. Foi fundada em 1961 pela Time Incorporated, como companhia especializada em marketing direto de música e livros, é controlada desde 2003 pela Direct Direct Holdings Worldwide. Sua sede em Nova York é o edifício Time-Life, no Rockefeller Center.
A Time Life foi nomeada assim para aproveitar a fama das duas maiores revistas de sua fundadora, os semanários Time e Life, mais populares revistas estadunidenses nos anos da década de 1960. Seu crescimento a transformou em uma das maiores empresas de venda direta de produtos de áudio e vídeo do mundo, vendendo anualmente quase 15 milhões de unidades de seus produtos nos mercados da América do Norte, Europa, Ásia e Austrália, e promovendo conteúdos musicais na Alemanha, Oceania e Reino Unido.
A Time Life foi pioneira na definição do padrão de atendimento para as técnicas do marketing direto, consolidando uma das marcas mais confiáveis e reconhecidas do mundo. Time Life é uma marca registrada de Time Warner, Inc. usada sob licença pela Direct Holdings Americas, Inc., a qual não é subsidiária da Time Warner, Inc.

## Ligações com a Rede Globo
No Brasil, a Time Life é conhecida pelas suas relações com a Rede Globo de TV, na década de 1960. A empresa norte-americana contribuiu com alguns milhões de dólares para criação da emissora Globo, valor muitas vezes maior que o patrimônio do grupo de Roberto Marinho, à época. Os contratos firmados entre ambas previam ainda colaboração técnica, incorporação de tecnologia e know-how (conhecimento técnico-administrativo) e, até  mesmo, participação de funcionários norte-americanos (como Joe Wallach) na direção da emissora.
Sendo proibida criação ou participação de estados estrangeiros ou empresas estrangeiras na criação de emissoras de TV em território nacional do Brasil, nos termos da constituição da época (a constituição atual mantém a restrição de participação de capital internacional em emissoras, e os motivos são evidentes: evitar interferência de estados estrangeiros nas decisões políticas e  na soberania nacional, pelo potencial de controle da opinião pública exercido pelos meios de comunicação), foi instaurada uma Comissão parlamentar de inquérito para investigação pelo congresso nacional. Os documentos relacionados são de domínio público, uma vez que constam dos inquéritos e relatórios produzidos pela CPI.
A história foi amplamente denunciada por diversos autos, como Daniel Koslowsky Herz de Porto Alegre, em seu célebre livro sobre a história da emissora, intitulado: A História Secreta da Rede Globo (1983), em que faz uma minuciosa explanação das obscuras relações da Time Life com o grupo Globo. Também célebre é o documentário produzido pela Channel 4 intitulado Muito Além do Cidadão Kane (1993), que sugere um acordo político feito entre os EUA, através de órgãos de inteligência norte-americanos, e os militares brasileiros, durante a ditadura militar, que resultou no abafamento das investigações, em troca de apoio aos militares e propaganda feita pela emissora a favor da ditadura.